# Diritti LGBT nelle Maldive
Le relazioni omosessuali sono illegali nelle Maldive sotto la legge della Sharia, ma non secondo il diritto nazionale. Inoltre, le isole sono state uno degli inizialmente 57 (ora 54) paesi firmatari di una dichiarazione che si oppone alla dichiarazione delle Nazioni Unite sull'orientamento sessuale e l'identità di genere, che è stato introdotto originariamente all'Assemblea Generale nel 2008 e rimane aperto alla firma. Il paese si è opposto inoltre ad un punto di riferimento per i diritti LGBT introdotto nella "risoluzione del Consiglio dei diritti umani delle Nazioni Unite" dalla Repubblica del Sudafrica e sostenuto da parte dei paesi più sviluppati nel 2011.
Nell'aprile 2013 il primo blogger dichiaratamente gay e laico nelle Maldive, Hilath Rasheed, è stato attaccato pubblicamente e bloccato.

## Riconoscimento delle relazioni omosessuali
Il paese non riconosce il matrimonio tra persone dello stesso sesso, le unioni civili o le unioni di fatto.
Dal luglio 2015, la sezione 410 del codice penale punisce i matrimoni omosessuali.

## Protezioni anti discriminazione
Non vi è alcuna protezione giuridica contro la discriminazione basata sull'orientamento sessuale o l'identità di genere.

## Tabella riassuntiva
| Legalità dell'attività omosessuale                                                                                          | (Penalità: frustate, arresti domiciliari, deportazione a sei anni di carcere, fino alla pena di morte seguendo la legge della Sharia. Avvengono anche aggressioni poliziesche ed esecuzioni.) |
| Parità di età del consenso                                                                                                  | No |
| Legislazione anti discriminatoria in materia di occupazione                                                                 | No |
| Legislazione anti discriminazione nella fornitura di beni e servizi                                                         | No |
| Legislazione anti discriminatoria in tutti gli altri settori (inclusa la discriminazione indiretta e le espressioni d'odio) | No |
| Riconoscimento delle coppie dello stesso sesso (ad esempio unioni civili)                                                   | No |
| L'adozione da parte di coppie dello stesso sesso                                                                            | No |
| Permesso di servire apertamente come gay nelle forze armate                                                                 | No |
| Diritto di cambiare legalmente genere sessuale                                                                              | No |
| L'accesso alla fecondazione in vitro per le lesbiche                                                                        | No |
| Permesso di donare il sangue                                                                                                | No |